# Alain Ayache
Pour les articles homonymes, voir Ayache.
Alain Ayache, né le 1er septembre 1936 à Alger (Algérie) et mort le 17 février 2008 à Paris 6e, est un éditeur de presse français, patron du Groupe Alain Ayache, qu'il a fondé en 1971.

## Biographie

### Carrière
Alain Ayache est notamment l'éditeur des publications Le Meilleur, Questions de femmes, Réponse à Tout !, DS Magazine, Ludojeux et Cuisinez comme un chef.
Autodidacte, d'abord photographe de presse à l'agence de Louis Dalmas, journaliste passe-partout (en 1958, à l'âge de 22 ans, il se cache dans un placard de la salle à manger du restaurant Drouant pour espionner les délibérations du prix Goncourt,), il travaille à Paris-Presse puis à l'hebdomadaire Aux Écoutes (de la famille Lévy) avant de fonder son agence et son groupe de presse.

### Dates-clés
- Études au lycée Bugeaud à Alger.
- Journaliste à Paris-Presse (1958) et à l’hebdomadaire Aux Écoutes (1960).
- Créateur et directeur (depuis 1961) de l’agence de presse Alain Ayache Actualités.
- Créateur et rédacteur en chef (1969–1970), Gérant et président-directeur général (depuis 1986) de Spécial Dernière.
- Créateur, rédacteur en chef et directeur général du journal Le Meilleur (depuis 1971).
- Ancien directeur et gérant de la Lettre juridique du commerce et de l’industrie ; de la Gazette de la bourse.
- Ancien directeur du Meilleur télématique.
- Créateur et directeur général du mensuel Réponse à tout ! et du magazine Réponse à Tout Santé.
- Il doit faire face aux pressions du Syndicat du Livre CGT à Bernay après la destruction du tirage de son périodique Le Meilleur par un commando (20 août 1992)[4].
- Directeur et rédacteur en chef du magazine  Questions de femmes (depuis 1996).
- Directeur de la publication de Grandes Réponses (1997) et du magazine Perso.
- Directeur de la publication du magazine DS.
- Président-directeur général du magazine Numéro.
- Directeur de la publication de La Bourse pour tous depuis 2001.
- Créateur de l’Association de défense des auteurs interprètes français.
- Président de la coopérative des publications parisiennes aux NMPP (depuis 1994).
- Ancien président de l'Association des patrons de presse.
- Membre du conseil de gérance des NMPP depuis 1994.
- Membre et président-fondateur de l'Association de défense des droits de l’automobiliste.

## Publications
- Guide du parfait dragueur, Pierre Horay (1960)
- Monsieur Y : Pierre Marcilhacy (1965), allusion au surnom "Monsieur X", inventé par L'Express lorsqu'il s'agissait de rechercher le meilleur candidat à opposer au général de Gaulle.
- Le Guide de Colombey, La jeune Parque (en coll., préface André Ribaud 1966)
- Le Guide du Play Boy, Belfond  (1966)
- Les Citations de la Révolution de mai, Jean-Jacques Pauvert (1968)
- Les Paysages dans l’art contemporain (1969)
- Air Inter Du XXème au XXI siècle, Paris, Les Meilleures Éditions (1988, achevé d'imprimer décembre 1987).
- Le Visage de l’art contemporain  (1990)
- Le Grand livre de Réponse à Tout  (annuel depuis 1994 Albin Michel et Alain Ayache)
- Le Guide Réponses santé, Éditions no 1 (2000)
- Lettres à Prunelle, Calmann-Lévy (1998), J'ai Lu (2001)